# Coq de combat (film)
Pour les articles homonymes, voir Coq de combat.
Pour plus de détails, voir Fiche technique et Distribution.
Coq de combat (軍鶏, Shamo) est un film chinois réalisé en 2007 par Soi Cheang. Le film est une adaptation du manga éponyme de Izō Hashimoto. Le film est sorti en France directement en DVD le 4 septembre 2008.

## Synopsis
Après avoir assassiné ses parents, Ryo est envoyé en prison. Au cours de son séjour, il rencontre un maître en karaté qui lui enseigne son art, c'est alors qu'il décide d'entrer dans une ligue où les combats finissent par la vie ou la mort.

## Fiche technique
- Titre : Coq de combat
- Titre original : 軍鶏 (Shamo)
- Réalisation : Soi Cheang
- Scénario : Izō Hashimoto et Kam-Yuen Szeto
- D'après le manga de Izō Hashimoto
- Producteur : Tak-Sam Leong
- Musique originale : Patrick Lo
- Photographie : Yuen Man Fung
- Montage : Chi-Leung Kwong
- Décors : Silver Cheung
- Format : 35 mm
- Langue : Chinois

## Distribution
- Shawn Yue : Ryo Narushima
- Annie Liu : Megumi
- Francis Ng : Kenji Kurokawa
- Masato : Sugawara Naoto
- Ryo Ishibashi : Principal Saeki
- Dylan Ku : Ryuichi Yamazaki
- Bruce Leung : Kensuke Mochizuki
- Pei Pei : Natsumi Narushima
- Zing Chau : Kouhei Fujiyoshi